# Nebraska Township (Illinois)
Pour les articles homonymes, voir Nebraska Township.
Nebraska Township est un township du comté de Livingston dans l'Illinois, aux États-Unis,.

## Source de la traduction
- (en) Cet article est partiellement ou en totalité issu de l’article de Wikipédia en anglais intitulé « Nebraska Township, Livingston County, Illinois » (voir la liste des auteurs).